# تيرانس توماس
تيرانس توماس (بالإنجليزية: Terrance Thomas)‏ مواليد 29 ديسمبر 1980 في واكو، هو لاعب كرة سلة أمريكي. بدأ مسيرته الاحترافية في سنة 2004. يحمل الرقم 7. يبلغ طوله 6 قدم 6 بوصة (2.0 م). لعب كرة السلة الجامعية في جامعة بايلور.

## المسيرة الاحترافية
لعب مع نادي فينتسبيلس لكرة السلة في موسم 2005–2006، ثم لعب مع أرتلاند دراغونز في الدوري الألماني في موسم 2007–2008، ثم لعب مع توركو كونياسبور في الدوري التركي في سنة 2010.

## روابط خارجية
- تيرانس توماس على موقع الدوري الأوروبي لكرة السلة (الإنجليزية)
- تيرانس توماس على موقع كرة السلة الأوروبية.كوم (الإنجليزية)
- تيرانس توماس على موقع كلية كرة السلة في سبورتس رفرنس.كوم (الإنجليزية)
- تيرانس توماس على موقع ريلجم (الإنجليزية)
- تيرانس توماس على موقع بروبوليرز (الإنجليزية)
- تيرانس توماس على موقع سبورتس رفرنس (الإنجليزية)
- تيرانس توماس على موقع سبورتس رفرنس (الإنجليزية)